# Чарлз Уорнър
Чарлз Дъдли Уорнър е американски писател, романист и есеист (1829 – 1900). Най-известното му произведение (в съавторство с Марк Твен) е „Позлатената епоха: Разказ за съвремието“ („The Gilded Age: A Tale of Today“ – Mark Twain, Charles Dudley Warner), издадено 1873 г., станало нарицателно за периода в края на 19 век в САЩ – Позлатена епоха.

## Биография
Роден е на 12 септември 1829 г. в малкото градче Плейнфилд, щата Масачузетс, САЩ в пуританско семейство. От 6 до 14-годишна възраст той живее в Шарлемон (Charlemont), Масачузетс. По-късно описва своето детство в книгата „Being a Boy“ (1877). През 1851 г. Уорнър завършва колежа Хамилтън („Hamilton College“) в Клинтън, Ню Йорк, след което учи право в Университета на Пенсилвания („University of Pennsylvania“).
От 1856 до 1860 година практикува право в Чикаго. След това се мести в Кънектикът, където от 1861 до 1867 г. работи за кратко като помощник-редактор, а после – главен редактор във вестник „The Hartford Press“. През 1884 г. се присъединява към редакцията на списание „Harper‘s Magazine“.
Чарлз Уорнър почива в Хартфорд на 20 октомври 1900 година. Погребан е в гробището Cedar Hill Cemetery.

## Дейност
Чарлз Уорнър пътува много, често изнася лекции, активно се интересува от реформата в затворите, контролира дейността на градския парк и участва в работата на други движения, насочени към общественото благо. Той е първият президент на Националния институт за изкуства и литература (National Institute of Arts and Letters), а до смъртта си заема поста президент на Американската асоциация за социални науки (American Social Science Association). За първи път привлича вниманието като писател с очерка „Моето лято в градината“ („My Summer in a Garden“), публикуван в „The Hartford Courant“ през 1870 г. Произведението става популярно благодарение на тънкия хумор, безупречния литературен стил, много добре насочените коментари и личното обаяние на автора, което той успя да прехвърли на хартия. Чарлз Дъдли Уорнър е автор на много афоризми, сред които известната сентенция (често погрешно приписвана на Марк Твен):
| „ | Всеки се оплаква от времето, но никой нищо не прави. (Everybody complains about the weather, but nobody does anything about it.) | “ |